# 발레리 아파나시예프

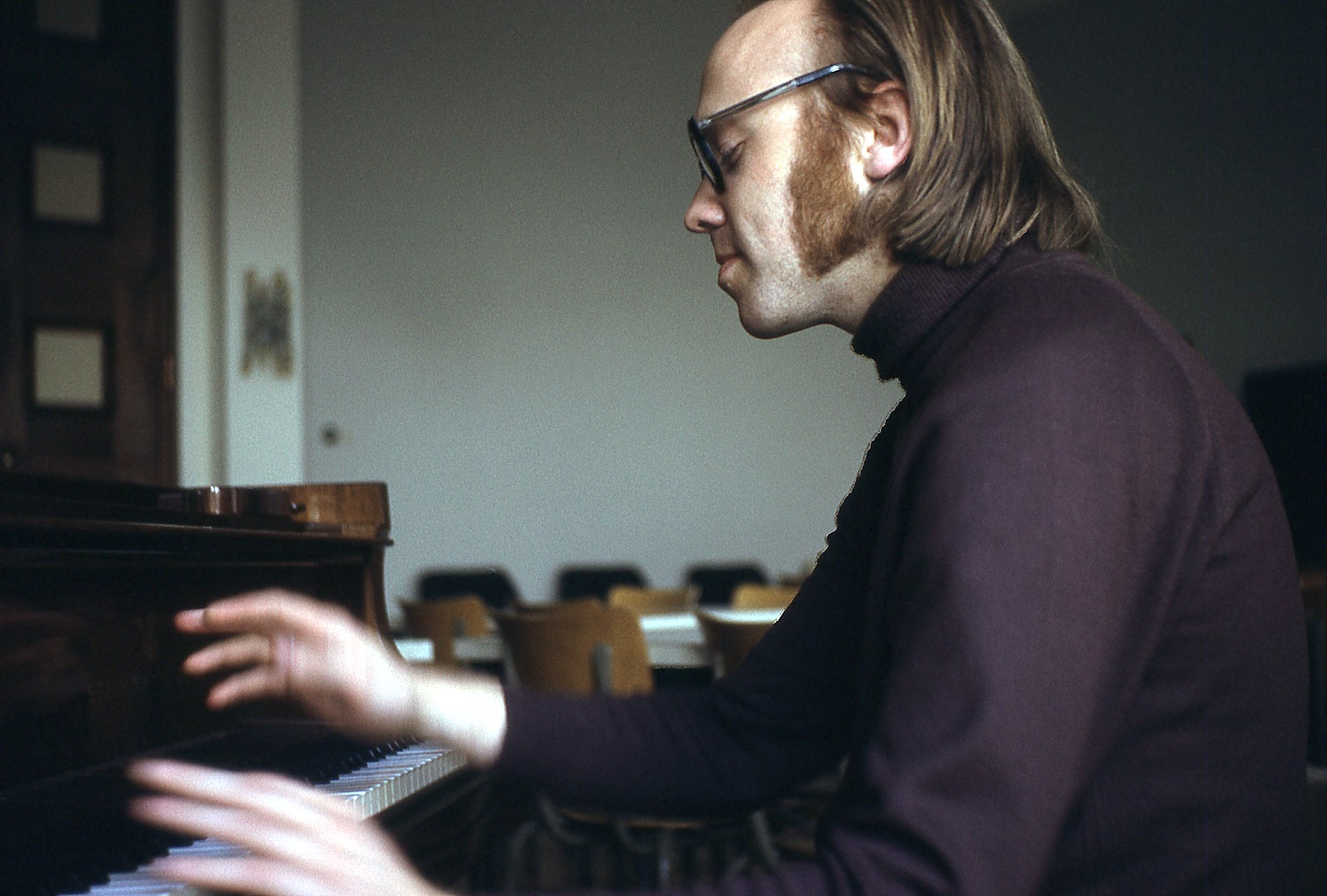

발레리 아파나시예프(러시아어: Валерий Павлович Афанасьев, 1947년 9월 8일 ~ )은 러시아의 피아니스트, 작가, 지휘자이다.
그는 모스크바에서 태어났다. 그는 예밀 길렐스와 야코프 자크와 함께 모스크바 음악원에서 피아노를 공부했다. 1968년 라이프치히 바흐 콩쿠르 우승, 1971년 브뤼셀 Reine Elisabeth 콩쿠르 1위 수상. 얼마 후 벨기에를 여행하면서 정치적 망명을 결정했고 결국 벨기에 시민권을 취득했다.
아파나시예프는 기돈 크레머와의 음악적 파트너십으로 인해 1980년대에 널리 알려졌다. 모차르트, 슈베르트, 브람스의 실내악 공동 녹음은 높은 평가를 받았다. 피아노 독주 작품에 대한 그의 해석은 아파나시예프의 템포 선택과 독특한 표현력으로 인해 논란을 불러일으켰다.